# Proces Kolín, Weiland a spol.
Proces Kolín, Weiland a spol. byl politický monstrproces, konaný před Státním soudem od 18. července do 21. července 1950  v Liberci. Tento proces navazoval na proces s Miladou Horákovou a spol. 

## Pozadí procesu
Jednalo se o proces se členy nekomunistických politických stran, převážně s národními socialisty a lidovci. Ústředními postavami byli poslanec ČSNS za liberecký kraj Emil Weiland a zemský poslanec za ČSL Jaroslav Kolín. 
Dále se v procesu objevuje jméno Bedřicha Judytky, který byl vyšetřovateli označován za vůdce údajné odbojové organizace Dr. Eduard Beneš (členové skupiny podle soudního spisu rozhodli o likvidaci pravděpodobného agenta STB Jiřího Daneše-Hradeckého). 
Celkem bylo v tomto procesu souzeno 16 osob a cílem byla jejich diskreditace a hlavně likvidace nekomunistické politické reprezentace, řadových členů nekomunistických stran a jejich sympatizantů.
Proces Kolín, Weiland a spol. vykazuje typické znaky monstrprocesu. Přelíčení bylo veřejné, ale účastnit se ho mohly pouze vybrané osoby. Dalším charakteristickým znakem monstrprocesů byly předem naučené výpovědi obžalovaných. I tato skutečnost se během tohoto procesu objevila. Samotný průběh hlavního přelíčení lze rekonstruovat pouze na základě dobového tisku. Záznam soudního líčení se nedochoval. Informace jsou tedy zkreslené a je nutné brát je kriticky. 

## Proces

### Obžaloba
Skupina byla obviněna z trestného činu velezrady. Všichni kromě Antonie Svobodové, byli obviněni ze špionáže. StB rozdělila odbojovou skupinu na tři části – politické ústředí v Liberci, pomocnou teroristickou skupinu Dr. Eduard Beneš a pomocnou teroristickou skupinu Jan Roháč z Dubé.
Ústředí bylo tvořeno aktivními představiteli nekomunistických politických stran. Národními socialisty Emilem Weilandem a Růženou Koškovou a lidovci Jaroslavem Kolínem, Miroslavem Emingerem, Jaroslavem Drahokoupilem a Antonií Svobodovou. 

### Průběh procesu
Proces se konal od 18. do 21. července 1950, konkrétně pak v sále PKO Lidové sady v Liberci. Státní prokuraturu zastupovali Pavel Barbaš a František Janda. V čele soudu zasedl jeden z nejvýznamnějších soudců spojených s politickými procesy v padesátých letech, Karel Trudák (soudil např. Miladu Horákovou). V procesu bylo obviněno 16 osob. K zadržení obžalovaných došlo na přelomu let 1949 a 1950. Zatčení byli odvezeni do liberecké věznice. Tam také probíhaly výslechy. Ty probíhaly za pomoci fyzického i psychického násilí. 
Proces byl zahájen ve středu 18. července 1950 přečtením obžaloby. Po přestávce pokračovalo jednání výslechem obviněných Jaroslava Kolína a Emila Weilanda. Druhý den procesu byl zahájen výpovědí úředníka Miroslava Emingera. Soud pokračoval výslechem Růženy Koškové. Následně mluvil prvorepublikový četník Jaroslav Štadtherr, údajný zakladatel skupiny Jan Roháč z Dubé. Pozdě večer skončilo soudní líčení výpovědí Bedřicha Judytky. Třetí den soudního líčení před Státním soudem v Liberci byli vyslechnuti ostatní obžalovaní – Bohuslav Houfek, Antonie Svobodová, Jaroslav Drahokoupil, Jan Přibyl, Antonín Hošna, Karel Fieger, Bedřich Macek, Karel Kopal, František Klápště a Antonín Beršík. Soudní líčení bylo ukončeno v pátek 21. července 1950 závěrečnou řečí státního prokurátora Pavla Barbaše. 

### Rozsudek
Státní soud rozhodl, že všichni obvinění spáchali trestný čin velezrady. Kromě Antonie Svobodové byli všichni vinni zločinem vyzvědačství. Padly dva rozsudky smrti pro Bedřicha Judytku a Bohuslava Houfka. Jan Přibyl, Antonín Hošna, Bedřich Macek, Jaroslav Štadtherr a Emil Weiland byli odsouzeni k trestu odnětí svobody na doživotí. Další tresty se pohybovaly v trestech odnětí svobody od 15 do 25 let. 